# Artem Šabanov
Artem Mychajlovyč Šabanov (in ucraino Артем Михайлович Шабанов?; Kiev, 7 marzo 1992) è un calciatore ucraino, difensore dell'Oleksandrija.

## Carriera

### Club
Nato a Kiev, cresce calcisticamente tra le giovanili della Dinamo Kiev e dell'Arsenal Kiev. Con questi ultimi esordisce in Prem"jer-liha nel 2013, durante il match contro il Sevastopol'. A inizio 2014 viene ceduto al Volyn' e resta a Luc'k per 4 stagioni, prima di trasferirsi allo Stal' Dniprodzeržyns'k nel 2017. Nell'estate del medesimo anno si trasferisce all'Olimpik Donec'k dove disputa solo metà stagione, dal momento che a partire da gennaio 2018 viene acquisito dalla Dinamo Kiev. Il 22 settembre 2019 realizza il suo primo gol con la maglia della Dinamo Kiev, in occasione della partita vinta per 5-0 sul campo del Vorskla.

### Nazionale
Dopo aver giocato per le nazionali giovanili Under-19 e Under-20, fa il suo esordio in nazionale maggiore il 10 novembre 2017 in occasione della sfida amichevole contro la Slovacchia, entrando in campo nei minuti finali al posto del compagno di club Jevhen Chačeridi.

## Statistiche

### Presenze e reti nei club
Statistiche aggiornate al 2 febbraio 2022.
| Stagione           | Squadra                | Campionato         | Campionato | Campionato | Coppe nazionali | Coppe nazionali | Coppe nazionali | Coppe continentali | Coppe continentali | Coppe continentali | Altre coppe | Altre coppe | Altre coppe | Totale | Totale | Totale |
| Stagione           | Squadra                | Comp               | Pres       | Reti       | Comp            | Pres            | Reti            | Comp               | Pres               | Reti               | Comp        | Pres        | Reti        | Pres   | Reti   |        |
| ------------------ | ---------------------- | ------------------ | ---------- | ---------- | --------------- | --------------- | --------------- | ------------------ | ------------------ | ------------------ | ----------- | ----------- | ----------- | ------ | ------ | ------ |
| lug.-dic. 2013     | Arsenal Kiev           | PL                 | 2          | 0          | KU              | 0               | 0               | -                  | -                  | -                  | -           | -           | -           | 2      | 0      |        |
| gen.-mag. 2014     | Volyn'                 | PL                 | 3          | 0          | KU              | -               | -               | -                  | -                  | -                  | -           | -           | -           | 3      | 0      |        |
| 2014-2015          | Volyn'                 | PL                 | 22         | 1          | KU              | 3               | 0               | -                  | -                  | -                  | -           | -           | -           | 25     | 1      |        |
| 2015-2016          | Volyn'                 | PL                 | 21         | 0          | KU              | 4               | 0               | -                  | -                  | -                  | -           | -           | -           | 25     | 0      |        |
| lug.-dic. 2016     | Volyn'                 | PL                 | 14         | 0          | KU              | 2               | 0               | -                  | -                  | -                  | -           | -           | -           | 16     | 0      |        |
| Totale Volyn'      | Totale Volyn'          | Totale Volyn'      | 60         | 1          |                 | 9               | 0               |                    |                    |                    |             |             |             | 69     | 1      |        |
| gen.-mag. 2017     | Stal' Dniprodzeržyns'k | PL                 | 13         | 0          | KU              | -               | -               | -                  | -                  | -                  | -           | -           | -           | 13     | 0      |        |
| lug.-dic. 2017     | Olimpik Donec'k        | PL                 | 16         | 0          | KU              | 1               | 0               | UEL                | 2                  | 0                  | -           | -           | -           | 19     | 0      |        |
| gen.mag.-2018      | Dinamo Kiev            | PL                 | 8          | 0          | KU              | 1               | 0               | UCL+UEL            | -+1                | -+0                | SU          | -           | -           | 10     | 0      |        |
| 2018-2019          | Dinamo Kiev            | PL                 | 17         | 0          | KU              | 1               | 0               | UCL+UEL            | 1+3                | 0+0                | SU          | 0           | 0           | 22     | 0      |        |
| 2019-2020          | Dinamo Kiev            | PL                 | 26         | 2          | KU              | 4               | 0               | UCL+UEL            | 0+5                | 0+0                | SU          | 0           | 0           | 35     | 2      |        |
| ago.-dic. 2020     | Dinamo Kiev            | PL                 | 1          | 0          | KU              | 0               | 0               | UCL+UEL            | 1+-                | 0+-                | SU          | 0           | 0           | 2      | 0      |        |
| feb.-giu. 2021     | Legia Varsavia         | PL                 | 7          | 0          | PP              | 1               | 0               | UCL+UEL            |                    | -                  | -           | -           | -           | 8      | 0      |        |
| 2021-gen. 2022     | Dinamo Kiev            | PL                 | 6          | 0          | KU              | 1               | 1               | UCL                | 1                  | 0                  | SU          | 0           | 0           | 8      | 1      |        |
| Totale Dinamo Kiev | Totale Dinamo Kiev     | Totale Dinamo Kiev | 58         | 2          |                 | 7               | 1               |                    | 12                 | 0                  |             | 0           | 0           | 77     | 3      |        |
| feb.-giu. 2021     | Fehérvár               | NB                 | 0          | 0          | MK              | 0               | 0               |                    | -                  | -                  |             | -           | -           | 0      | 0      |        |
| Totale carriera    | Totale carriera        | Totale carriera    | 156        | 3          |                 | 18              | 1               |                    | 14                 | 0                  |             | 0           | 0           | 188    | 4      |        |

### Cronologia presenze e reti in nazionale
| Cronologia completa delle presenze e delle reti in nazionale ― Ucraina | Cronologia completa delle presenze e delle reti in nazionale ― Ucraina | Cronologia completa delle presenze e delle reti in nazionale ― Ucraina | Cronologia completa delle presenze e delle reti in nazionale ― Ucraina | Cronologia completa delle presenze e delle reti in nazionale ― Ucraina | Cronologia completa delle presenze e delle reti in nazionale ― Ucraina | Cronologia completa delle presenze e delle reti in nazionale ― Ucraina | Cronologia completa delle presenze e delle reti in nazionale ― Ucraina |
| Data                                                                   | Città                                                                  | In casa                                                                | Risultato                                                              | Ospiti                                                                 | Competizione                                                           | Reti                                                                   | Note                                                                   |
| ---------------------------------------------------------------------- | ---------------------------------------------------------------------- | ---------------------------------------------------------------------- | ---------------------------------------------------------------------- | ---------------------------------------------------------------------- | ---------------------------------------------------------------------- | ---------------------------------------------------------------------- | ---------------------------------------------------------------------- |
| 10-11-2017                                                             | Leopoli                                                                | Ucraina                                                                | 2 – 1                                                                  | Slovacchia                                                             | Amichevole                                                             | -                                                                      | 81’                                                                    |
| 14-11-2019                                                             | Zaporižžja                                                             | Ucraina                                                                | 1 – 0                                                                  | Estonia                                                                | Amichevole                                                             | -                                                                      | 46’                                                                    |
| Totale                                                                 |                                                                        | Presenze                                                               | 2                                                                      |                                                                        | Reti                                                                   | 0                                                                      |                                                                        |

## Palmarès

### Club

#### Competizioni nazionali
- Supercoppa d'Ucraina: 3

Dinamo Kiev: 2018, 2019, 2020
- Coppa d'Ucraina: 1

Dinamo Kiev: 2019-2020
- Campionato polacco: 1

Legia Varsavia: 2020-2021